# Philippe Nahon
Pour les articles homonymes, voir Nahon (homonymie).
Ne doit pas être confondu avec Philippe Nahoun.
 (avril 2020).
Si vous disposez d'ouvrages ou d'articles de référence ou si vous connaissez des sites web de qualité traitant du thème abordé ici, merci de compléter l'article en donnant les références utiles à sa vérifiabilité et en les liant à la section « Notes et références ».
Philippe Nahon, né le 24 décembre 1938 à Paris 11e, et mort le 19 avril 2020 à Paris 20e, est un acteur français.

## Biographie

### Débuts
Philippe Nahon est né le 24 décembre 1938 à Paris (France).

### Carrière
D'abord acteur de théâtre, Philippe Nahon décroche de nombreux rôles à la télévision dans les années 1970 et 1980, il apparaît dans de nombreuses séries télévisées (Les Cinq Dernières Minutes, Les Enquêtes du commissaire Maigret...). En 1991, il rencontre le jeune cinéaste Gaspar Noé. Avec le diptyque Carne et Seul contre tous, Gaspar Noé lui offre un rôle important qui le fera plus largement connaître. Philippe Nahon devient dès lors un personnage incontournable pour la nouvelle génération de cinéastes : Mathieu Kassovitz, Guillaume Nicloux, Jacques Audiard, Christophe Gans ou Alexandre Aja font tous appel à lui.
Il joue un second rôle essentiel dans des films aussi divers que Les Couloirs du temps : Les Visiteurs 2, Les Rivières pourpres, Irréversible, Haute tension, Calvaire du belge Fabrice Du Welz, Le Deuxième Souffle d'Alain Corneau ou MR 73 d'Olivier Marchal.
Il apparaît également chez Luc Besson et Steven Spielberg au cinéma, et dans Kaamelott et Mafiosa à la télévision. Philippe Nahon a également participé au doublage du Seigneur des Anneaux : La Communauté de l'Anneau, où il prête sa voix au tavernier du Poney Fringant, dans la ville de Bree, ainsi qu'au seigneur Arnold dans Chasseurs de dragons.
Dans la série Kaamelott, réalisée par Alexandre Astier, il interprète Goustan, dit « Le Cruel », père du seigneur Léodagan, roi de Carmélide, et grand-père de Guenièvre, reine de Bretagne.

### Mort
Philippe Nahon meurt le 19 avril 2020 à Paris à l'âge de 81 ans, des suites d'« une longue maladie, aggravée par une infection au Covid-19 », selon les dires de son épouse communiqués par l'AFP.

## Filmographie

### Cinéma

#### Longs métrages
- 1962 : Le Doulos de Jean-Pierre Melville : Rémy
- 1972 : Les Camisards de René Allio : Reboul
- 1974 : Les Doigts dans la tête de Jacques Doillon : le viennois
- 1976 : Un mari, c'est un mari de Serge Friedman : Thomas
- 1977 : La Communion solennelle de René Féret : un syndicaliste
- 1978 : Ne pleure pas de Jacques Ertaud : le capitaine des CRS
- 1979 : Le Pull-over rouge de Michel Drach : un policier (non-crédité)
- 1981 : Clara et les Chics Types de Jacques Monnet : un flic
- 1983 : La Java des ombres de Romain Goupil : Boussac
- 1988 : Ne réveillez pas un flic qui dort de José Pinheiro : un sous-officier n° 2
- 1988 : Tabataba de Raymond Rajaonarivelo
- 1991 : Toubab Bi de Moussa Touré : le concierge
- 1994 : Carences de David Rozenberg : Mr. Jules
- 1994 : Pigalle de Karim Dridi : Lezzi
- 1994 : Faut pas rire du bonheur de Guillaume Nicloux : André
- 1995 : Le Passage de Bruno Victor-Pujebet
- 1995 : La Haine de Mathieu Kassovitz : le chef de police
- 1995 : Les Anges gardiens de Jean-Marie Poiré : le chauffeur de taxi
- 1996 : Les Frères Gravet de René Féret : le père
- 1996 : Un héros très discret de Jacques Audiard : le général
- 1998 : Les Couloirs du temps : Les Visiteurs 2 de Jean-Marie Poiré : le gérant du supermarché
- 1998 : Seul contre tous de Gaspar Noé : le boucher
- 1998 : Le Monde à l'envers de Rolando Colla : le père d'Anne
- 1998 : Le Poulpe de Guillaume Nicloux : le patron de bar 2
- 1998 : Cantique de la racaille de Vincent Ravalec : l'inspecteur du Havre
- 1998 : Comme une bête de Patrick Schulmann : Skaffar
- 1999 : Prison à domicile de Christophe Jacrot : le convoyeur
- 1999 : Les convoyeurs attendent de Benoît Mariage : Overseer
- 2000 : Marie, Nonna, la vierge et moi de Francis Renaud : Marcel
- 2000 : Sur un air d'autoroute de Thierry Boscheron : Milou
- 2000 : Virilité et autres sentiments modernes (ou Virilité) de Ronan Girre : Monsieur Max
- 2000 : Sauve-moi de Christian Vincent : Motte
- 2000 : Les Rivières pourpres de Mathieu Kassovitz : l'homme à la station de pétrole
- 2001 : Les Aliénés d'Yvan Gauthier : le boss
- 2001 : The Château de Jesse Peretz : Pierre
- 2001 : Le Pacte des loups de Christophe Gans : Jean Chastel
- 2002 : Une affaire privée de Guillaume Nicloux : Mathieu
- 2002 : Irréversible de Gaspar Noé : l'homme
- 2002 : La Mentale de Manuel Boursinhac : Simon
- 2003 : À la petite semaine de Sam Karmann : Roger
- 2003 : Haute Tension d'Alexandre Aja : le tueur
- 2003 : L'Enfant du pays de René Féret : Charles
- 2003 : Supernova (Expérience #1) de Pierre Vinour : Simon Peyrelevade
- 2004 : Calvaire de Fabrice Du Welz : Robert Orton
- 2004 : Doo Wop de David Lanzmann: Michel
- 2005 : Ennemis publics de Karim Abbou et Kader Ayd
- 2005 : Ma vie en l'air de Rémi Bezançon : le père de Ludo
- 2005 : Virgil de Mabrouk El Mechri : Louis
- 2005 : Vendredi ou un autre jour d'Yvan Le Moine : Philippe de Nohan
- 2007 : Cowboy de Benoît Mariage : le borgne
- 2007 : Vous êtes de la police ? de Romuald Beugnon : Francky Garcia
- 2007 : Le Deuxième Souffle d'Alain Corneau : commissaire Fardiano
- 2007 : Michou d'Auber de Thomas Gilou : le cafetier
- 2008 : MR 73 d'Olivier Marchal : Charles Subra
- 2008 : Chasseurs de dragons de Guillaume Ivernel et Arthur Qwak : le seigneur Arnold (voix)
- 2008 : Eldorado de Bouli Lanners : le collectionneur
- 2008 : La Saison des orphelins de David Tardé : Fournier
- 2008 : Lady Blood de Jean-Marc Vincent : commissaire Jo Laumier
- 2009 : Humains de Jacques-Olivier Molon : professeur Schneider
- 2009 : Orpailleur de Marc Barrat : Zpapa
- 2009 : Le temps de la kermesse est terminé de Frédéric Chignac : le chauffeur de la camionnette
- 2009 : Lignes de front de Jean-Christophe Klotz : Père François
- 2010 : Les Aventures extraordinaires d'Adèle Blanc-Sec de Luc Besson : le professeur Ménard
- 2010 : Mammuth de Benoît Delépine et Gustave Kervern : le directeur de l'hospice
- 2010 :  Comme les cinq doigts de la main d'Alexandre Arcady : Kazan
- 2010 : Les Petits Ruisseaux de Pascal Rabaté : Edmond
- 2010 : La Meute de Franck Richard : Chinaski
- 2010 : Kill Me Please d'Olias Barco : M. Antoine
- 2010 : Cannibal de Benjamin Viré : le père
- 2011 : Belleville Tokyo d'Élise Girard : Jean-Jacques
- 2011 : Cheval de guerre (War Horse) de Steven Spielberg : un actionnaire français
- 2012 : Cino, l'enfant qui traversa la montagne de Carlo Alberto Pinelli
- 2012 : Au nom du fils de Vincent Lannoo
- 2013 : Une histoire d'amour d'Hélène Fillières : le ministre
- 2013 : Gibraltar de Julien Leclercq : Glacose
- 2013 : Nos héros sont morts ce soir de David Perrault : Ferdinand
- 2013 : Svolta de Cédric Deneubourg : le vétérinaire
- 2013 : La Marche de Nabil Ben Yadir : René Ledu
- 2014 : Colt 45 de Fabrice Du Welz : préfet Pradier
- 2014 : Ablations d'Arnold de Parscau : Wortz
- 2014 : ADN, l'âme de la terre de Thierry Obadia : Howard
- 2015 : Anton Tchekhov - 1890 de René Féret : Grigorovitch
- 2015 : Horsehead de Romain Basset : un prêtre
- 2015 : Nothing Sacred de Dylan Bank et Morgan Pehme : Otho
- 2015 : Un moment d'égarement de Jean-François Richet : le voisin d'Antoine
- 2018 : Moi et le Che de Patrice Gautier : le photographe
- 2018 : Moi, maman, ma mère et moi de Christophe Le Masne : Jeff
- 2018 : Fornacis d'Aurélia Mengin : le propriétaire du Fornacis

#### Courts et moyens métrages
- 1987 : Inutile de crier d'André Cortines Clavero : Pierlot
- 1991 : Carne de Gaspar Noé : le boucher
- 1992 : Lola Posse de Benoît Cohen
- 1993 : Jour de fauche de Vincent Monnet
- 1995 : Histoire D'Eau de Fabien Ferreri : le commissaire
- 1997 : Seule d'Érick Zonca
- 1997 : Rencontres d'Arnaud Cafaxe : le clochard
- 1997 : Rien que des grandes personnes de Jean-Marc Brondolo
- 1998 : Stress de Didier Delaitre
- 1998 : Sodomites de Gaspar Noé : un spectateur
- 1999 : Suspendu d'Alexis Charrier : Youri
- 1999 : L'Otage de Pierre Vinour
- 1999 : Tout tout près de Fabrice Maruca : Roland
- 2000 : Millevaches (Expérience) de Pierre Vinour : l'homme
- 2000 : Les Brigands de Jérôme Le Maire
- 2000 : Bom ! de Clément Subileau et David Tardé : le policier gradé
- 2000 : Le Distracteur de Frédéric Chignac : le n° 72
- 2001 : Les Siens de Noël Mitrani : le père
- 2002 : Âges ingrats de Cyril Gelblat : Robert
- 2002 : L'Ancien de Nicky Naude et Emmanuel Rodriguez : le père
- 2003 : R.I.P. - Repose en paix de Roland Collin : Fabre
- 2004 : Le Salopard de Jean-Noël Betzler* 2004 : La Quille de Jean-Jacques Lelté
- 2004 : La Quille de Jean-Jacques Lelté : Raoul Lemarque
- 2004 : Ressac d'Anne Flandrin
- 2004 : Transit de Julien Leclercq
- 2004 : HWK la mangeuse d'hommes de Clap Production, réalisateur Daniel Ziegler
- 2005 : Touché par la grâce de Florent Schmidt
- 2005 : D77 de Paul Vallespi : le dépanneur
- 2005 : Sur la route de Benjamin Papin : le conducteur
- 2006 : Aurore, une autre histoire d'Henri Kebabdjian : Maître Mouillac
- 2006 : Novice d'Alexis Charrier : Luigi
- 2006 : Morganez de David Tardé : Léon
- 2007 : Faits divers de Bill Barluet : Jacques
- 2007 : Dérives de Bill Barluet
- 2007 : Œil pour œil de Frédéric Polizine : l'ami de Bowman
- 2008 : Vieillesse ennemie de Marc Obin : le vieil homme
- 2008 : Saignant de Jean-Noël Betzler : le policier
- 2008 : Contre nature de Julien Despoux : le patriarche
- 2012 : Du poil de la bête de Sylvain Drécourt : Père Taon
- 2012 : Là-haut de Bill Barluet :
- 2012 : Le chant de la Porcelaine, de Ghislain de Haut de Sigy : le père de la mariée
- 2012 : Karma Koma d'Aurélia Mengin : Vlad
- 2012 : Autopsy des Délices d'Aurélia Mengin : le tueur
- 2014 : Le domaine des étriqués d'Arnold de Parscau : Elfred Ewing
- 2014 : 14 Millions de Cris de Lisa Azuelos : le mari
- 2015 : Monsieur Verdier de Pierre Larribe et Mégane Romano
- 2015 : Omaha Beach de Luc Martin : le vieil homme
- 2017 : Besoin Dead d'Aurélien Digard : un prêtre
- 2017 : Marée haute de Maxime Malabard et Anthony Taieb

### Télévision

#### Séries télévisées
- 1974 : Ardéchois cœur fidèle de Jean-Pierre Gallo : Poitevin
- 1977 : La Maison des autres de Jean-Pierre Marchand
- 1977 : Désiré Lafarge : Carl, le facteur
- 1977 : Messieurs les jurés : Fernand Rabuteau
- 1977, 1981-1983 : Les Cinq Dernières Minutes : Parité, le chef de carreau, André, un racketteur, le chauffeur de taxi
- 1978 : Brigade des mineurs : l'ouvrier du chantier, Prévant
- 1978, 1984, et 1987 : Les Enquêtes du commissaire Maigret : Demarie, inspecteur Janvier, inspecteur Vacher
- 1979 : Les Héritiers de Jean-Pierre Gallo : le second installateur HI-FI
- 1980 : Les Quatre Cents Coups de Virginie de Bernard Queysanne : le sauveteur
- 1980-1981 : Commissaire Moulin : Pillette
- 1981 : Pause-café, pause tendresse : le charcutier
- 1981 : Noires sont les Galaxies de Daniel Moosmann
- 1984 : Julien Fontanes, magistrat : un gendarme
- 1985 : Les Colonnes du ciel de Gabriel Axel : le garde #2
- 1987 : Le Gerfaut de Marion Sarraut : Guégan
- 1989 : La Comtesse de Charny de Marion Sarraut : le syndic de la Seine Piere-Louis Roederer
- 1990 : Haute tension de Patrick Dromgoole : le magicien
- 1991 : La Florentine de Marion Sarraut
- 1993 : Ferbac : Ferbac
- 1993 : Red Shoe Diaries : Groom
- 1994 : Extrême Limite : Bracco
- 1996-1997 : L'histoire du samedi : Feuillant
- 1997 : Une femme d'honneur : Robert Staron
- 2000 : Police District
- 2000 et 2004 : La Crim' : Warin, Breton
- 2001 : Les Redoutables
- 2002 : Avocats et Associés (saison 7, épisode 5) : le père de Forlane
- 2002-2004 : PJ : Pépé , Beauchamps
- 2004 : Les Cordier, juge et flic : Max Chauffour
- 2005 : Joséphine, ange gardien : Léo
- 2005-2009 : Kaamelott : Goustan de Carmélide
- 2007 : Les Prédateurs de Lucas Belvaux : Alfred Sirven
- 2011 : Les Beaux Mecs de Gilles Bannier : Janvier
- 2011 : Hard : Daniel
- 2012 : Mafiosa, le clan de Pierre Leccia : Jules Acquaviva
- 2012 : No Limit de Didier Le Pêcheur : Victor Cerda
- 2013 : Fais pas ci, fais pas ça : Gérard Berthaud
- 2014 : Origines de Jérôme Navarro : Josselin Seilhan de Beaurepaire
- 2014 : Caïn : Stefano
- 2015 : Les Petits Meurtres d'Agatha Christie de Marc Angelo : Émile Deboucke
- 2016 : À jamais : André Munoz
- 2016 : Chefs d'Arnaud Malherbe et Clovis Cornillac : Marcel
- 2016 : Le juge est une femme : Georges Tusseau
- 2017 : Contact : Charles Orsenna

#### Téléfilms
- 1975 : Azev: le tsar de la nuit de Guy Lessertisseur : Tatatov
- 1978 : La Passion de Raoul Sangla : le 2e larron
- 1979 : Le Dernier Train de Jacques Krier
- 1980 : Ça va ? Ça va ! de Jacques Krier : le voisin
- 1982 : Edward II : Warwick
- 1982 : Malesherbes, avocat du roi de Yves-André Hubert : le délégué de Bondy #1
- 1982 : Ralentir école d'Alain Dhouailly : Ruffin
- 1982 : La Rescousse de Jacques Krier : Edmond
- 1983 : Richelieu ou La journée des dupes de Jean-Dominique de la Rochefoucauld : Tréville
- 1985 : Mort carnaval de Daniel Van Cutsem : Sandor Pajor
- 1985 : Bachou d'Alain Dhouailly
- 1986 : Music Hall de Marcel Bluwal
- 1987 : Bonne chance monsieur Pic ! de Maurice Failevic
- 1991 : L'Irlandaise de José Giovanni
- 1996 : Le Marché du sport de Luc Béraud : Darieusec
- 1997 : Noël en Quercy de Raymond Pinoteau : Maurice Lacassagne
- 2000 : Sans famille de Jean-Daniel Verhaeghe : Père Barberin
- 2001 : Le Regard de l'autre de Dominique Tabuteau : Cazeneuve
- 2010 : En chantier, monsieur Tanner de Stefan Liberski : Père de Tanner
- 2011 : Je, François Villon, voleur, assassin, poète... de Serge Meynard : Guillaume de Villon
- 2014 : La Malédiction de Julia de Bruno Garcia : Julien Gramont
- 2015 : Meurtres à Carcassonne de Julien Despaux : Père Ancel
- 2016 : Mon frère bien-aimé de Denis Malleval : Guy Fourvier

## Théâtre
- 1969 : Tambours et Trompettes de Bertolt Brecht, mise en scène Jean-Pierre Vincent, Théâtre de la Ville
- 1970 : Cyrano de Bergerac d'Edmond Rostand, mise en scène Jean Deschamps, Festival de la Cité Carcassonne
- 1970 : Le Roi Lear de William Shakespeare, mise en scène Pierre Debauche, Théâtre des Amandiers, Maison de la Culture du Havre
- 1970 : La Guerre de Troie n'aura pas lieu de Jean Giraudoux, mise en scène Yves Kerboul, Théâtre du Midi Festival de la Cité Carcassonne
- 1970 : Un barrage contre le Pacifique de Marguerite Duras, mise en scène Georges Goubert, Comédie de l'Ouest
- 1971 : Capitaine Schelle, Capitaine Eçço de Serge Rezvani, mise en scène Jean-Pierre Vincent, Théâtre de Chaillot
- 1972 : Dans la jungle des villes de Bertolt Brecht, mise en scène André Engel, Jean Jourdheuil et Jean-Pierre Vincent, Compagnie Vincent-Jourdheuil, Festival d'Avignon, Théâtre de Chaillot
- 1973 : Dans la jungle des villes de Bertolt Brecht, mise en scène André Engel, Jean Jourdheuil et Jean-Pierre Vincent, Théâtre de Nice
- 1973 : Nom : Stuart, prénom : Marie de Jaromir Knittl, mise en scène de l'auteur, Théâtre des Deux-Portes
- 1981 : Edouard II de Christopher Marlowe, mise en scène Bernard Sobel, Nouveau théâtre de Nice, Théâtre de Gennevilliers
- 1988 : Le Public de Federico Garcia Lorca, mise en scène Jorge Lavelli, Théâtre national de la Colline
- 2015 : Danser à Lughnasa, de Brian Friel, mise en scène Didier Long, Théâtre de l'Atelier

## Musique
- 1996 - Leigh Sauerwein et Georg Hallensleben, livre audio, musique de Pascal Dusapin, direction musicale de Philippe Nahon et lecture par André Wilms, Momo et les instruments de musique (Les cordes)[3]
- 2008- Citation du poème Ma Bohème sur l'album en hommage à Arthur Rimbaud réalisé par le compositeur / joueur de didgeridoo Raphaël Didjaman sur le label Musical Tribal zik Records.

## Doublage

### Cinéma

#### Films
- 1995 : Piège à grande vitesse : Marcus Penn (Everett McGill)
- 2001 : Le Seigneur des anneaux : La Communauté de l'anneau : le tavernier du Poney Fringant (Peter Jackson)
- 2001 : Kate et Léopold : Otis (Philip Bosco)
- 2003 : Bruce tout-puissant : Jack Baylor (Philip Baker Hall)
- 2008 : The Spirit : le commissaire Dolan (Dan Lauria)

#### Films d'animation
- 2008 : Chasseurs de dragons : le seigneur Arnold

### Télévision

#### Séries télévisées
- 2011 : Person of Interest : Michael Mulheren (en) : le capitaine Arthur Lynch (saison 1, 3 épisodes)

## Distinctions

### Récompenses
- Bayard d'Or du meilleur comédien, en 1998, au Festival international du film francophone de Namur, pour le film Seul contre tous.
- 2007 : Festival international des jeunes réalisateurs de Saint-Jean-de-Luz : prix du meilleur acteur pour Vous êtes de la police ?

### Festivals
- Parrain du 1er Festival International du Film Fantastique d'Audincourt, Bloody week-end, en 2010.
- Parrain et membre du jury courts-métrages, Festival International du Film Fantastique d'Audincourt, Bloody week-end, en 2011, 2012, 2014.